# Nils Grandelius
Nils Axel Grandelius (sinh 3 tháng 6 năm 1993) là một đại kiện tướng cờ vua Thụy Điển. Anh vô địch Thụy Điển năm 2015, á quân châu Âu năm 2019, là kỳ thủ hàng đầu Thụy Điển hiện tại.

## Sự nghiệp cờ vua

### Thời gian đầu
Năm 2008, Grandelius đồng điểm hạng nhì, xếp hạng tư sau khi xét hệ số phụ ở lứa tuổi U16 (không quá 16) tại Giải vô địch cờ vua trẻ châu Âu.
Anh giành huy chương đồng tại Giải vô địch cờ vua trẻ thế giới 2010 ở lứa tuổi U18. Năm sau đó, Grandelius vô địch U18 châu Âu ở Albena, Bulgaria.
Tháng 8 năm 2012, anh kết thúc thành tích ở các giải trẻ bằng đồng điểm hạng ba, xếp hạng tư tại Giải vô địch cờ vua thanh niên thế giới ở Athens.

### Đạt danh hiệu đại kiện tướng
Năm 2008, anh vô địch Giải cờ vua mở Olomouc tại Séc với điểm số 6½/9;. Nhờ kết quả này, anh đạt được chuẩn đại kiện tướng đầu tiên. Cũng tại giải này năm tiếp theo, anh đồng điểm hạng nhất với cùng số điểm, xếp nhì khi tính hệ số phụ, đạt chuẩn đại kiện tướng thứ hai.
Grandelius đạt được danh hiệu đại kiện tướng năm 2010 sau khi có được chuẩn thứ ba ở Giải cờ vua Bosna lần thứ 40 ở Sarajevo. Anh xếp hạng 15, hạng cao nhất trong số những kỳ thủ trẻ.

### Giải vô địch quốc gia
Tháng 7 năm 2015, Grandelius vô địch Thụy Điển bằng việc đánh bại Emanuel Berg ở các ván đấu playoff, sau khi họ cùng đạt được 6½/9 điểm.

### Giải vô địch châu lục
Tháng 3 năm 2019, Grandelius đồng điểm hạng nhất với Artemiev tại Giải vô địch cờ vua cá nhân châu Âu ở Skopje, đạt 8½/11 điểm. Anh giành huy chương bạc khi kém hệ số phụ.

### Giải mở
Ngoài giải Olomouc đề cập ở trên, Grandelius còn vô địch giải Abu Dhabi Masters tháng 8 năm 2015, đồng điểm và hơn hệ số phụ các kỳ thủ Kravtsiv, Jobava, Areshchenko and Rapport.

### Giải mời
Là kỳ thủ hàng đầu của Thụy Điển, Grandelius được mời tham dự giải Sigeman & Co tổ chức ở Thụy Điển liên tục từ 2009. Thành tích tốt nhất của anh là đồng vô địch các năm 2013, 2017 và 2018.
Tháng 3 năm 2016, Grandelius vượt qua vòng loại Giải cờ vua Na Uy, vô địch giải đấu loại vòng tròn hai lượt (một lượt cờ tiêu chuẩn, một lượt cờ nhanh) có 4 kỳ thủ gồm anh, hai kỳ thủ chủ nhà Hammer, Tari và vô địch thế giới nữ Hầu Dật Phàm. Ở giải đấu chính trước các đối thủ mạnh hơn, anh xếp cuối bảng.
Năm 2021, tháng 1, Grandelius lần đầu tiên được mời tham dự Giải cờ vua Tata Steel. Anh xếp hạng 9 chung cuộc. Tháng 3, Grandelius cũng vượt qua vòng loại, giành quyền tham dự giải đấu thứ tư của Champions Chess Tour 2021.

### Giải đồng đội
Grandelius khoác áo tuyển Thụy Điển dự các Olympiad cờ vua từ 2010 và Giải vô địch cờ vua đồng đội châu Âu từ 2011. Năm 2019 anh cũng tham dự Giải vô địch cờ vua đồng đội thế giới.

### Các hoạt động khác
Evgenij Agrest là huấn luyện viên của Grandelius từ 2013. Grandelius là một trong những trợ tá của Magnus Carlsen tại trận tranh ngôi vua cờ 2018.